# Fritillaria alfredae
Fritillaria alfredae là một loài thực vật có hoa trong họ Liliaceae. Loài này được Post miêu tả khoa học đầu tiên năm 1900.